# الجدول الزمني لمعركة الموصل (2016-2017): المرحلة الثانية
فيما يلي جدول زمني للمرحلة الثانية من معركة الموصل (2016-2017) بين ديسمبر 2016 وفبراير 2017.

## أواخر ديسمبر: إطلاق المرحلة الثانية

### 29 ديسمبر
أطلقت القوات العراقية المرحلة الثانية من المعركة في 29 ديسمبر، وتقدمت من ثلاثة اتجاهات إلى أحياء شرق الموصل. ودخل الجنود العراقيون والشرطة الاتحادية العراقية حوالي نصف دزينة من الأحياء الجنوبية الشرقية. وفي الوقت نفسه، تقدم جهاز مكافحة الإرهاب في حيي القدس والكرامة. وفي الجبهة الثالثة، تقدم الجنود العراقيون أيضًا نحو الحدود الشمالية. وصرح الجبوري بأنهم تلقوا أوامر من رئيس الوزراء بالوصول إلى نهر دجلة. وأفادت التقارير أن مقرًا لتنظيم الدولة الإسلامية في حي الثبات قد دُمر في غارات جوية للتحالف، مما أسفر عن مقتل 12 مسلحًا. وفي وقت لاحق من اليوم، أعلن قائد العملية أنهم استولوا على قريتين إلى الشمال من الموصل، مما أسفر عن مقتل 70 مسلحًا. واستولت القوات العراقية على نصف حي القدس بحلول فترة ما بعد الظهر. وأعلن الجيش العراقي لاحقًا أنه قتل أكثر من 200 مسلح خلال اليوم.

### 30 ديسمبر
تقدمت قوات الأمن العراقية في عدة مناطق في 30 ديسمبر. في الجبهة الشمالية، اقتحمت الفرقة 16 منطقة الهضبة بينما كانت تحاول أيضًا قطع خطوط الإمداد إلى تلكيف. وفي الوقت نفسه، أفادت التقارير أن داعش قد أجلت أفراد عائلات مقاتليها الأجانب من أربع مناطق في غرب الموصل. و صد هجومين لداعش في شرق الموصل لاحقًا. أفادت التقارير بمقتل عمار الهويدي، وهو قائد بارز في داعش، على يد الشرطة الاتحادية العراقية. كذلك اندلعت الاشتباكات مرة أخرى في إحدى القرى التي ورد أنهم استولوا عليها في اليوم السابق.

### 31 ديسمبر
اندلعت اشتباكات عنيفة على الجبهتين الجنوبية الشرقية والشمالية للموصل في 31 ديسمبر. وأفاد ضابط بالجيش العراقي متمركز في الجبهة الجنوبية الشرقية أن تقدمهم قد تباطأ بسبب الاشتباكات العنيفة وصعوبة التمييز بين المدنيين والمسلحين. تقدمت القوات العراقية على الجبهة الشمالية نحو محيط الموصل، حيث صرح ضابط بأن اشتباكات عنيفة كانت مستمرة في منطقة العرقوب. دمر جهاز مكافحة الإرهاب أربع سيارات مفخخة عندما حاول داعش مهاجمتهم في الشارع الذي يربط حي التأميم ومنطقة المرآب في شرق الموصل. في غضون ذلك، صرح الجيش الأمريكي أن غاراته الجوية على شاحنة صغيرة تقل مقاتلين من داعش في موقف سيارات مجمع مستشفى ربما تكون قد قتلت مدنيين.

## كانون الثاني/يناير: المرحلة الثانية والسيطرة على شرق الموصل

### 1 يناير
واصلت القوات العراقية تقدمها في 1 يناير 2017. وأعلن الجيش أنه سيطر على جزء من حي الكرامة، وصرح ضابط بالشرطة الاتحادية أنهم سيطروا بشكل شبه كامل على حيي الانتصار وسيها، وأنهم يقومون بتطهير حي السلام. وانضم جهاز مكافحة الإرهاب إلى فرقة الرد السريع خلال النهار على أطراف حي الانتصار والقدس. وصرح الفريق الركن عبد الوهاب السعدي، أحد كبار قادة جهاز مكافحة الإرهاب، أن القوات العراقية سيطرت على أكثر من 60% من شرق الموصل. وأعلنت خلية الإعلام الحربي التابعة لوزارة الدفاع العراقية خلال النهار أن القوات العراقية سيطرت على حيي يونس السبعاوي ويافا في الجزء الجنوبي الشرقي من المدينة. وقال المقدم إياد الأوسي إنهم سيطروا أيضًا على حي الانتصار بشكل كامل، وأنهم يقتربون من استكمال السيطرة على حي الكرامة. وأعلنت الشرطة الاتحادية في وقت لاحق من اليوم أنها سيطرت على طريق كوكجلي-انتصار. كما أعلنوا خلال اليوم سيطرتهم على شارع رقم 60 الاستراتيجي جنوب شرق الموصل. وفي الوقت نفسه، صرّح الرائد علي محسن بأن الجيش العراقي سيطر على أحياء الملايين والكندي والعربي الثانية.

### 2 يناير
أعلن جهاز مكافحة الإرهاب في 2 يناير/كانون الثاني سيطرته الكاملة على قضاء الكرامة. وفي وقت لاحق، صرح صباح النعمان، المتحدث باسم جهاز مكافحة الإرهاب، بأنهم يطهرون شمال الكرامة من المسلحين المتبقين. في غضون ذلك، قطع تنظيم داعش طريقًا استراتيجيًا يربط الموصل ببغداد. كما قصفت الجماعة الشرقاط، بعد مهاجمة ثكنة عسكرية بالقرب من بيجي والاستيلاء على أسلحة. ووفقًا لرئيس بلدية الشرقاط، فقد استولوا على 3 نقاط تفتيش على الطريق الرئيسي بين المدينة وبيجي. وقالت السلطات العراقية لاحقًا إنها استعادت السيطرة على الطريق.

### 3 يناير
اقتحمت القوات العراقية ثلاثة أحياء في 3 يناير وقتلت 50 مسلحًا خلال اشتباكات في اثنين منها. وقال قائد العملية إن الغارات الجوية للقوات الجوية العراقية دمرت مكتب شرطة الحسبة التابعة لداعش الواقع على طريق الموصل-تلعفر، والعديد من المرافق الحربية للجماعة. وقالت الشرطة الاتحادية إنها دمرت مقر جند الخلافة ومصنع متفجرات لداعش ومقر طائرات بدون طيار في منطقة الميثاق. وأعلن الجيش العراقي لاحقًا أن جهاز مكافحة الإرهاب قد استولى على حي الكرامة الصناعي والمنطقة الصناعية وصومعة الكرامة (مطحنة دقيق) ومبنى شركة مرسيدس خلال النهار. وأعلنت وزارة الدفاع لاحقًا أن القوات العراقية استولت على منطقة المعارض والمجمع التجاري جنوب منطقة التأميم. وأعلنت القوات لاحقًا أنها استولت على حي الصناعي وحي الميثاق بالإضافة إلى منطقة المعارض شرق الموصل.

### 4 يناير
طهرت القوات العراقية حي الميثاق وتقدمت في حي الوحدة في 4 يناير. وقالت الأمم المتحدة إن الخسائر في صفوف المدنيين بدأت في الازدياد مع تقدمها. وقالت قيادة العمليات المشتركة إن الشرطة الاتحادية والفرقة التاسعة سيطرتا على حي الوحدة بعد اشتباكات عنيفة، مما قربهما من مركز المدينة، وأن هجمات داعش المضادة في جنوب شرق الموصل قد صدت، مما أسفر عن مقتل حوالي 40 مسلحًا وتدمير 7 سيارات مفخخة. كما تقدمت القوات العراقية في أحياء السلام وفلسطين والشيماء ودوميز وسومر وسط اشتباكات عنيفة. أعلنت الشرطة الاتحادية في هذه الأثناء مقتل أبو مروان الحديثي، أحد قادة داعش. كما صرّح الفريق رائد شاكر بأن القوات العراقية قد طهرت أحياء الوحدة والمعلمين وسومر، وسيطرت على طريق الموصل-كركوك. وذكرت وزارة الدفاع الأمريكية والتحالف الدولي ضد داعش أن المستشارين الأمريكيين دخلوا الموصل برفقة القوات العراقية.

### 5 يناير
صرح الفريق طالب شغاتي في 5 يناير أن القوات العراقية سيطرت على حوالي 65-70٪ من شرق الموصل. خلال النهار، قالت الشرطة الاتحادية إنها دمرت ثلاث طائرات بدون طيار لتنظيم داعش في شرق الموصل. في غضون ذلك، ورد أنه صد هجوم على وحدات الحشد الشعبي بالقرب من تلعفر، مما أسفر عن مقتل 35 مسلحًا بمن فيهم مسؤول التجنيد الكبير أبو قسورة الشامي. أعلنت الشرطة الاتحادية أن 1700 مقاتل من داعش قتلوا في المرحلة الثانية. صرح اللواء رائد شاكر جودت أن مقر الجماعة في محافظة نينوى قد دمر وأن القوات العراقية استولت على ثماني مناطق في المرحلة الثانية، مما جعل الجزء الجنوبي الشرقي بأكمله من الموصل تحت سيطرتها. وأضاف أنهم استولوا أيضًا على مصانع طائرات بدون طيار وخمسة مصانع لتصنيع السيارات المفخخة ومحطة كهرباء وطاحونة هوائية والعديد من المدارس. وقال إن جميع المناطق المتبقية في شرق الموصل قد حوصرت وستقتحم قريبًا.

### 6 يناير
في يوم 6 يناير، أفادت التقارير أن جهاز مكافحة الإرهاب اقتحم منطقة المثنى خلال غارة ليلية عبر نهر الخوصر. وقال متحدث باسم جهاز مكافحة الإرهاب لاحقًا إن داعش طُرد من المنطقة وقتل العشرات من المسلحين في غارات جوية شنتها قوات التحالف ضد داعش. كانت هذه هي المرة الأولى التي تدخل فيها القوات العراقية الموصل من الشمال. كما شنوا هجومًا على مجمع شقق الحدباء في الجبهة الشمالية، وواجهوا اشتباكات عنيفة في وقت لاحق من اليوم.

### 7 يناير
واصلت القوات العراقية تقدمها في 7 يناير، ووصلت إلى مئات الأمتار من نهر دجلة. وخلال النهار، قال جهاز مكافحة الإرهاب إنه سيطر على حي الغرفان (المعروف سابقًا باسم البعث) ودخل حي الوحدة. وأعلن الجيش لاحقًا أنه سيطر على مجمع مستشفيات في الوحدة. وفي الوقت نفسه، صرح متحدث باسم التحالف ضد داعش أن داعش ألحق أضرارًا متعمدة بالجسر الرابع أثناء تقدم القوات العراقية. وقال الفريق أول يارالله إن القوات العراقية سيطرت على مستشفى السلام ومستشفى الشفاء وكلية الطب. كما استولوا على مركز قيادة داعش وسجنين. وقال لاحقًا إن جهاز مكافحة الإرهاب سيطر على حي الرفاق وحي الأطباء الأول وحي الأطباء الثاني بالإضافة إلى مجمع الحدباء السكني.

### 8 يناير
في 8 يناير، قال السعدي إن قوات جهاز مكافحة الإرهاب التي كانت تتقدم نحو منطقتي سكر والبلديات تعرضت لهجوم من قبل تنظيم داعش من تل تاريخي، ولكن صدت بمساعدة طائرات التحالف، مما أسفر عن مقتل العشرات من المسلحين. وقالت مصادر أمنية إن القوات العراقية كانت تقصف مواقع داعش في منطقة الكندي استعدادًا لاقتحامها لاحقًا، بينما شنت الفرقة التاسعة والشرطة الاتحادية هجومًا على منطقتي سومر ودوميز في الجبهة الجنوبية الشرقية. وقال المتحدث باسم جهاز مكافحة الإرهاب إن القوات العراقية وصلت إلى نهر دجلة لأول مرة في الهجوم، وتقدمت نحو الجانب الشرقي من الجسر الرابع. وقال بريت ماكغورك، مبعوث الولايات المتحدة لدى التحالف ضد داعش، إن دفاعات داعش في شرق الموصل كانت تظهر عليها علامات الانهيار. وبحسب ما ورد صد هجوم لداعش على شقق الحدباء في وقت لاحق، مما أسفر عن مقتل حوالي 10 مسلحين وتدمير 4 سيارات مفخخة. وفي الوقت نفسه، أعلنت قوات الحشد الشعبي أنها صدت هجومًا لتنظيم داعش بالقرب من قضاء عدايا، الواقعة إلى الغرب من الموصل، مما أسفر عن مقتل نحو 10 مسلحين.

### 9 يناير
أعلن الجيش العراقي في 9 يناير/كانون الثاني أن جهاز مكافحة الإرهاب سيطر على قضاء البلديات في الجبهة الشرقية، بينما سيطرت الشرطة الاتحادية والجيش العراقي على قضاءي دوميز وفلسطين في الجبهة الجنوبية الشرقية. كما نفذ الجهاز عمليات لتطهير قضاءي الفرقان والعطيبة. ووفقًا للجيش، صُدِّ هجوم لداعش في الفرقان، مما أسفر عن مقتل 30 مسلحًا. وفي الوقت نفسه، ذكرت خلية الإعلام الحربي التابعة لوزارة الدفاع العراقية أن القوات الجوية العراقية قتلت 25 مسلحًا في غارات جوية في شرق الموصل، بينما قتلت الغارات الجوية التي شنها التحالف ضد داعش حوالي 20 مسلحًا في قرية العبرة بالقرب من تلعفر. وأفادت التقارير أن المجموعة التي كانت لا تزال تسيطر على محطات المياه في المدينة قطعت إمدادات المياه عن أكثر من 30 منطقة سيطرت عليها القوات العراقية. وفي الوقت نفسه، حاصرت قوات العمليات الخاصة العراقية جامعة الموصل.

### 10 يناير
صرحت قيادة العمليات المشتركة العراقية في 10 يناير أن قوات جهاز مكافحة الإرهاب قد سيطرت على حيي السكر والضباط أثناء تقدمها في حيي الصديق والمالية. كما استولوا على العديد من المكاتب الحكومية بما في ذلك مجمع الاتصالات ودائرة كهرباء المحافظة ومقر أمني وفقًا لها. كما ذكرت أن داعش فجر جسرين لمنع القوات العراقية من مهاجمة غرب الموصل. وأضافت أنه في الجبهة الجنوبية الشرقية، توغلت الشرطة الاتحادية والجيش العراقي بشكل أكبر في أحياء السلام وفلسطين وسومر ويريمجة وساحيرون. وفيما يتعلق بالجبهة الشمالية، ذكرت أن الجيش العراقي تقدم أكثر في الحدباء أثناء الاستيلاء على الجزء الشمالي من سبع نيسان. وفي الوقت نفسه، صرح مصدر أمني أن القوات الجوية العراقية نفذت غارات جوية على مقر قادة داعش الأستراليين في الموصل، مما أسفر عن مقتل قائد اللواء الأسترالي خالد شروف، المعروف أيضًا باسم أبو مصعب الأسترالي مع ثلاثة من مساعديه.

### 11 يناير
واصلت القوات العراقية تقدمها في 11 يناير/كانون الثاني، حيث أفاد مسؤولون عسكريون بأن جهاز مكافحة الإرهاب تقدم في حي الصديق، وبدأ بإطلاق النار على منطقة الحدباء المجاورة. كما اشتبكت القوات العراقية مع داعش على الجبهة الجنوبية خلال اليوم.

### 12 يناير
صرح المتحدث باسم جهاز مكافحة الإرهاب النعمان في 12 يناير أن جهاز مكافحة الإرهاب قد استولى على منطقتي نيسان السابع والصديق، وانضم بنجاح إلى الجيش العراقي المتقدم في منطقة الحدباء. وادعى أن القوات العراقية تسيطر الآن على حوالي 85٪ من شرق الموصل. في هذه الأثناء، تقدمت فرقة الرد السريع في منطقتي سومر وساحيرون. ذكرت خلية الإعلام الحربي التابعة لوزارة الدفاع العراقية أن أحد كبار قادة داعش قُتل مع رفاقه في غارة جوية شنتها القوات الجوية العراقية على معسكرهم في منطقة العامل. ذكرت مصادر أمنية أن 90 مسلحًا قتلوا في غارات جوية شنتها القوات الجوية العراقية على منطقة اليرمجة بينما ذكرت مصادر محلية أن 3 مسلحين بينهم عضو كبير مسؤول عن سجون داعش قُتلوا في غارة بطائرة بدون طيار في غرب الموصل. أعلنت قيادة العمليات لاحقًا أن الجيش العراقي قد استولى على منطقتي سومر وساحيرون. في هذه الأثناء، ذكرت قوات الحشد الشعبي أنها سيطرت على 3 قرى بالقرب من تل عبطة. وأعلنت قيادة العمليات لاحقًا أيضًا أن القوات العراقية سيطرت على حي السلام.

### 13 يناير
أعلنت قيادة العمليات في 13 يناير/كانون الثاني أن قوات مكافحة الإرهاب قد وصلت إلى الجسر الثاني في المدينة، المعروف أيضًا باسم "جسر الحرية". وصرح يارالله أن داعش دمر، ردًا على ذلك، جميع الجسور الخمسة في المدينة، وذلك لإبطاء تقدم القوات العراقية نحو غرب الموصل. وأعلنت قوات مكافحة الإرهاب لاحقًا أنها وصلت إلى الجسر القديم المعروف أيضًا باسم "الجسر الحديدي" واقتحمت جامعة الموصل، واستولى على جزء من مجمعها في وقت لاحق من اليوم. وأعلنت قيادة العمليات لاحقًا أن قوات مكافحة الإرهاب قد سيطرت على حي الكفاءات في الجبهة الشرقية، بالإضافة إلى الصدرية والنصر والفيصلية في الجزء الأوسط من شرق الموصل. كما استولى الجيش العراقي على حي الحدباء خلال اليوم، بينما أعلن يارالله أن قوات مكافحة الإرهاب قد سيطرت على مجمع حكومي يضم مبنى محافظة نينوى والمجلس.

### 14 يناير
صرح المتحدث باسم الجيش عبد الأمير المحمداوي في 14 يناير أن فرقة الرد السريع سيطرت على منطقة يارمجة بالإضافة إلى مستشفى ميداني كان يستخدمه تنظيم داعش. وفي الوقت نفسه، أعلن بيان عسكري أن الشرطة الاتحادية سيطرت على الطريق السريع بين الموصل وكركوك. وفي وقت لاحق، سيطرت القوات العراقية بالكامل على جامعة الموصل، بالإضافة إلى الجانب الشرقي من جسر ثالث. وفي الوقت نفسه، وردت أنباء عن مقتل أو إصابة 10 مسلحين في قتال داخلي بين مجموعة من مقاتلي داعش الذين فروا باتجاه غرب الموصل والقادة في الجانب الغربي بسبب اتهامات متبادلة. وأفادت التقارير أن غارة جوية شنتها قوة المهام المشتركة - عملية العزم الصلب على منزل أحد كبار قادة داعش أسفرت عن مقتل حوالي 30 مدنياً. وذكرت القيادة المركزية الأمريكية أنه سيتحقق في هذا الادعاء. نفذ عراقي وطاجيكي وأوزبكي تفجيرات انتحارية.

### 15 يناير
في 15 يناير، نفذت القوات العراقية عملية تمشيط في جامعة الموصل بحثًا عن أي مسلحين مختبئين بينما واصلت تقدمها على طول نهر دجلة. وأعلنت قيادة العمليات لاحقًا أن الجيش العراقي سيطر على منطقة الكفاءات الثانية في الجبهة الشمالية بينما سيطر جهاز مكافحة الإرهاب على الأندلس في الجبهة الشرقية.

### 16 يناير

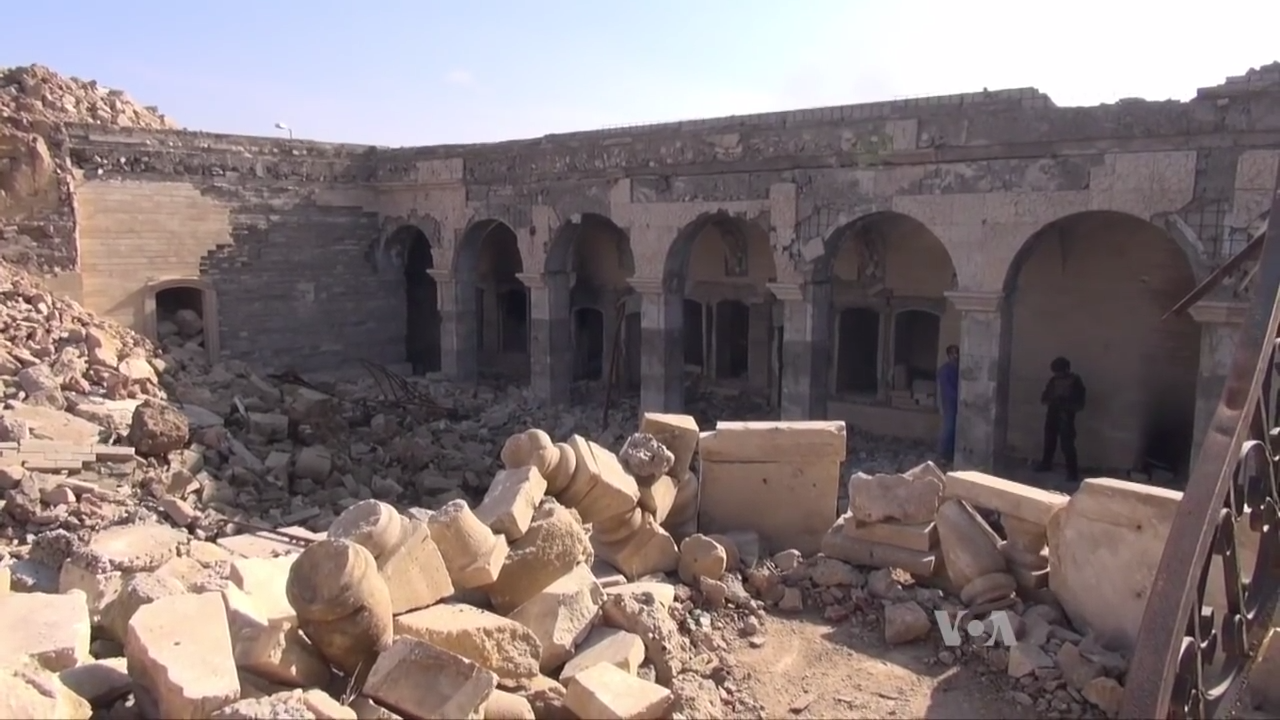
آثار جامع النبي يونس بعد سيطرة القوات العراقية عليه

اندلعت اشتباكات في منطقتي الشرطة والأندلس يوم 16 يناير. وبحلول هذه المرحلة، كانت القوات العراقية قد سيطرت بالكامل على ضفاف النهر في الجنوب. وأعلنت قيادة العمليات خلال اليوم أن الجيش قد سيطر على منطقتي الكندي والقيروان بينما سيطر جهاز مكافحة الإرهاب على جمّاسة. وأعلن المتحدث باسم جهاز مكافحة الإرهاب، النعمان، لاحقًا أنهم سيطروا على منطقة النبي يونس بما في ذلك مرقد النبي يونس.

### 17 يناير

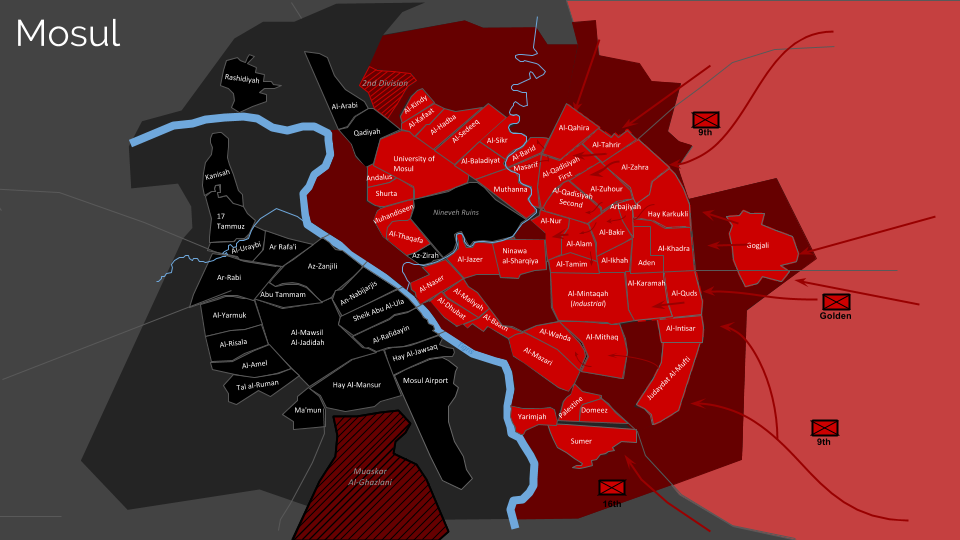
وضع المعركة حتى يوم 17 يناير 2017.

صرح النعمان أن جهاز مكافحة الإرهاب يسيطر الآن بشكل كامل على منطقتي الشرطة والأندلس. كما صرح أيضًا أنهم توغلوا في منطقتي شرق نينوى وسوق الغنم. وأعلن بيان عسكري منفصل أن جهاز مكافحة الإرهاب قد استولى أيضًا على منطقة المهندسين. وفي الوقت نفسه، اقتحم الجيش العراقي في الجبهة الشمالية قاعدة الكندي العسكرية. وأعلن يارالله لاحقًا أن جهاز مكافحة الإرهاب استولى على مناطق نينوى الشرقية وباب شمس وسوق الغنم في الجبهة الشرقية. وأضاف أنهم استولوا أيضًا على منطقتي النعمانية وأوتشانة بالإضافة إلى اقتحام منطقة الجزائر المجاورة. وفيما يتعلق بالجبهة الشمالية، صرح أن الجيش العراقي قد استولى على قاعدة الكندي العسكرية والمقر السابق للفرقة الثانية بالإضافة إلى منشأة الكندي القريبة. كما نجحت القوات العراقية في الاستيلاء على جميع الجسور الخمسة في المدينة خلال النهار بينما أعلن السعدي أنهم استولوا أيضًا على منطقة الزرائي. كما سيطر جهاز مكافحة الإرهاب على أحياء الجزائر والدركزلية والسويص وسنحاريب خلال النهار. كما صرح يارالله أنهم سيطروا على المسجد الكبير في المدينة. وصرح العقيد جون دوريان من القوات الجوية الأمريكية خلال النهار أن القوات العراقية تسيطر على 85-90% من شرق الموصل. وفي الوقت نفسه، صرح رئيس الوزراء العراقي حيدر العبادي أن القوات العراقية بدأت التحرك ضد داعش في غرب الموصل.

### 18 يناير
أعلن الفريق طالب شغاتي في 18 يناير أن جهاز مكافحة الإرهاب قد استولى على جميع أحياء شرق الموصل التي كُلِّف بالاستيلاء عليها، وأن القوات العراقية تسيطر بشكل شبه كامل على الجانب الشرقي. وأعلن بيان عسكري أن بعض أجزاء المدينة في الشمال لم يسيطر عليها الجيش العراقي بعد. كما ذكر شغاتي أن جميع الجسور الخمسة في المدينة كانت تحت سيطرة القوات العراقية. وخلال النهار، استولى جهاز مكافحة الإرهاب على آثار نينوى بالإضافة إلى منطقة تل نيرجال المجاورة. وفي الوقت نفسه، أعلنت قيادة العمليات أن الجيش العراقي قد استولى على قضاء القاضية ويقاتل على أطراف قضاء العربي. وفي الوقت نفسه، أعلنت قوات الحشد الشعبي أنها سيطرت على منطقتين في منطقة سهل نينوى.

### 19 يناير
في 19 يناير، أعلنت البيانات العسكرية أن الجيش العراقي قد استولى على بلدة تلكيف (بعد حصار دام قرابة 3 أشهر)، بالإضافة إلى فندق نينوى أوبروي ومنطقة "القصور" على الضفة الشرقية لنهر دجلة. ولا تزال الاشتباكات مستمرة في حي العربي. وفي الوقت نفسه، أعلن ماكجورك أن أكثر من 50 مركبة مائية وبارجة يستخدمها تنظيم داعش لتزويد أعضائه في شرق الموصل قد تم تدميرها في الغارات الجوية. نفذت القوات الجوية العراقية غارة جوية في منطقة الزريعي بالموصل، مما أسفر عن مقتل خمسة من قادة داعش من بينهم عبد الواحد خضير، مساعد أبو بكر البغدادي؛ ورئيس الشرطة الإسلامية في نينوى، أحمد خضير ساير الجوعان ووزير الزراعة في تلعفر والمحلبية، عبد الكريم خضير ساير الجوعان.  وفي الوقت نفسه أعلن يارالله أن القوات العراقية سيطرت أيضًا على منطقة الفاضلية ومنشأة جابر بن حيان العسكرية. كما سيطرت القوات العراقية أيضًا على منطقة الغابات خلال اليوم.

### 20 يناير
أعلن يارالله في 20 يناير أن الفرقة التاسعة قد سيطرت على المنطقة الحرة في القطاع الشمالي. كما استولت القوات العراقية أيضًا على مصنع للأدوية شمال الموصل بالإضافة إلى حي العربي الأول. كما اشتبكوا مع داعش في حي الراشدية. في غضون ذلك، بدأ جهاز مكافحة الإرهاب في تطهير المناطق التي سيطروا عليها في الموصل. كما قالت القوات الجوية العراقية إنها نفذت غارة جوية استهدفت منطقتي تلكيف والسحاجي، في شمال شرق الموصل، مما أسفر عن مقتل 88 مسلحًا.

### 21 يناير
واصلت القوات العراقية تقدمها في ضواحي المدينة في 21 يناير. وخلال اليوم، أعلنت قيادة العمليات أن الجيش العراقي قد سيطر بالكامل على منطقة العربي وقرية القوصيات، مما أسفر عن مقتل حوالي 40 مسلحًا وتدمير أربع سيارات مفخخة. كما أعلنت قوة المهام المشتركة - عملية العزم الصلب أنه بين 19 و21 يناير، استهدفت أسطولًا مكونًا من 90 قاربًا وثلاثة صنادل يستخدمها داعش لعبور نهر دجلة والهروب من الاشتباكات. وفي اليوم نفسه، صرح مسؤولو التحالف أنه من المتوقع أن تكون معركة غرب الموصل أكثر صعوبة من معركة شرق الموصل.

### 22 يناير
أعلن الجيش العراقي في 22 يناير/كانون الثاني أن القوات العراقية سيطرت على ناحية الملايين ومنطقة البناء الجاحظ، بالإضافة إلى طريق الموصل- دهوك. وبحلول ذلك الوقت، لم يبقَ تحت سيطرة داعش سوى ناحية الرشيدية شرق الموصل.

### 23 يناير
أصدرت وزارة الدفاع العراقية بيانًا في وقت سابق بتاريخ 23 يناير/كانون الثاني على موقعها الإلكتروني، أعلنت فيه السيطرة الكاملة على شرق الموصل. إلا أن السيطرة على شرق الموصل استُعيدت لاحقًا مع استمرار القتال في منطقة الراشدية التي دخلها الجيش العراقي خلال النهار.

### 24 يناير
أعلنت قيادة العمليات في 24 يناير/كانون الثاني أن القوات العراقية سيطرت على ناحية الرشيدية وقرى بعويزة وشريخان وبيسان. وأعلن رئيس الوزراء العراقي، حيدر العبادي، لاحقًا "التحرير الكامل" لشرق الموصل.

## الفترة الفاصلة

### 25 يناير

وضع معركة الموصل حتى 25 كانون الثاني/يناير 2017

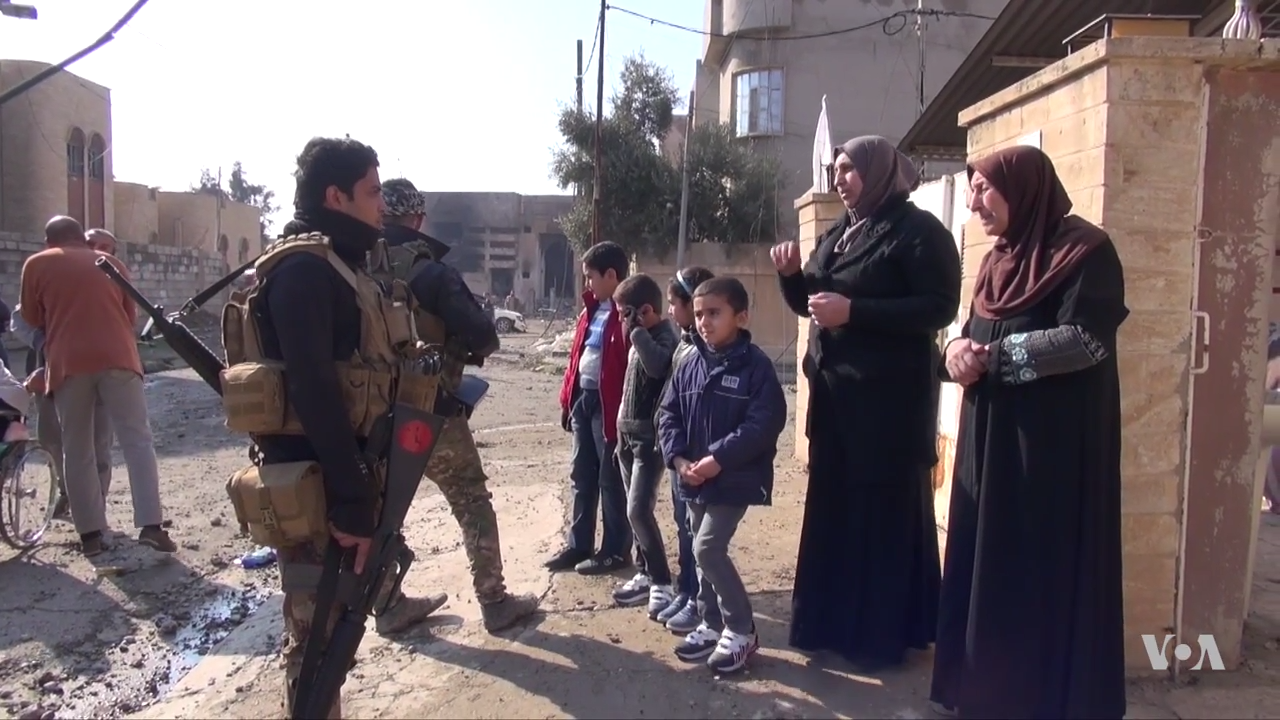
جنود عراقيون يتحدثون مع المدنيين ويستقبلونهم في شرق الموصل

وقال العقيد خالد الجواري من قيادة العمليات المشتركة لوكالة الأنباء الألمانية (د.ب.أ) إن تنظيم داعش أعدم قاضياً (قاضياً كبيراً) مع قادة قتاليين آخرين بسبب هروبهم من معركة شرق الموصل.
في غضون ذلك، أعلنت قوات الحشد الشعبي سيطرتها على تل شانة، وهو تل استراتيجي في صلاح الدين، بعد مقتل العشرات من مسلحي داعش. وأضافت أن قوات الحشد الشعبي سيطرت أيضًا على قرى عرب ليث، ومحمد العواد، وأرض سلطان بعد معارك ضارية مع التنظيم المتطرف.

### 28 يناير
وأعلن اللواء الثاني في الحشد الشعبي صد هجوم لتنظيم داعش على منطقة الكبيرات غرب الموصل، ما أدى إلى مقتل 40 مسلحاً.

### 30 يناير
وذكرت قناة التلفزيون العراقي الرسمية أن قوات الحشد الشعبي قتلت 35 عنصراً من تنظيم داعش غرب الموصل.

### 3 فبراير
وفي 3 فبراير/شباط، أعلنت قوات الحشد الشعبي سيطرتها على قريتي بستان رديف وأم غربة، بالإضافة إلى منطقة الشركة في غرب الموصل.

### 13–16 فبراير

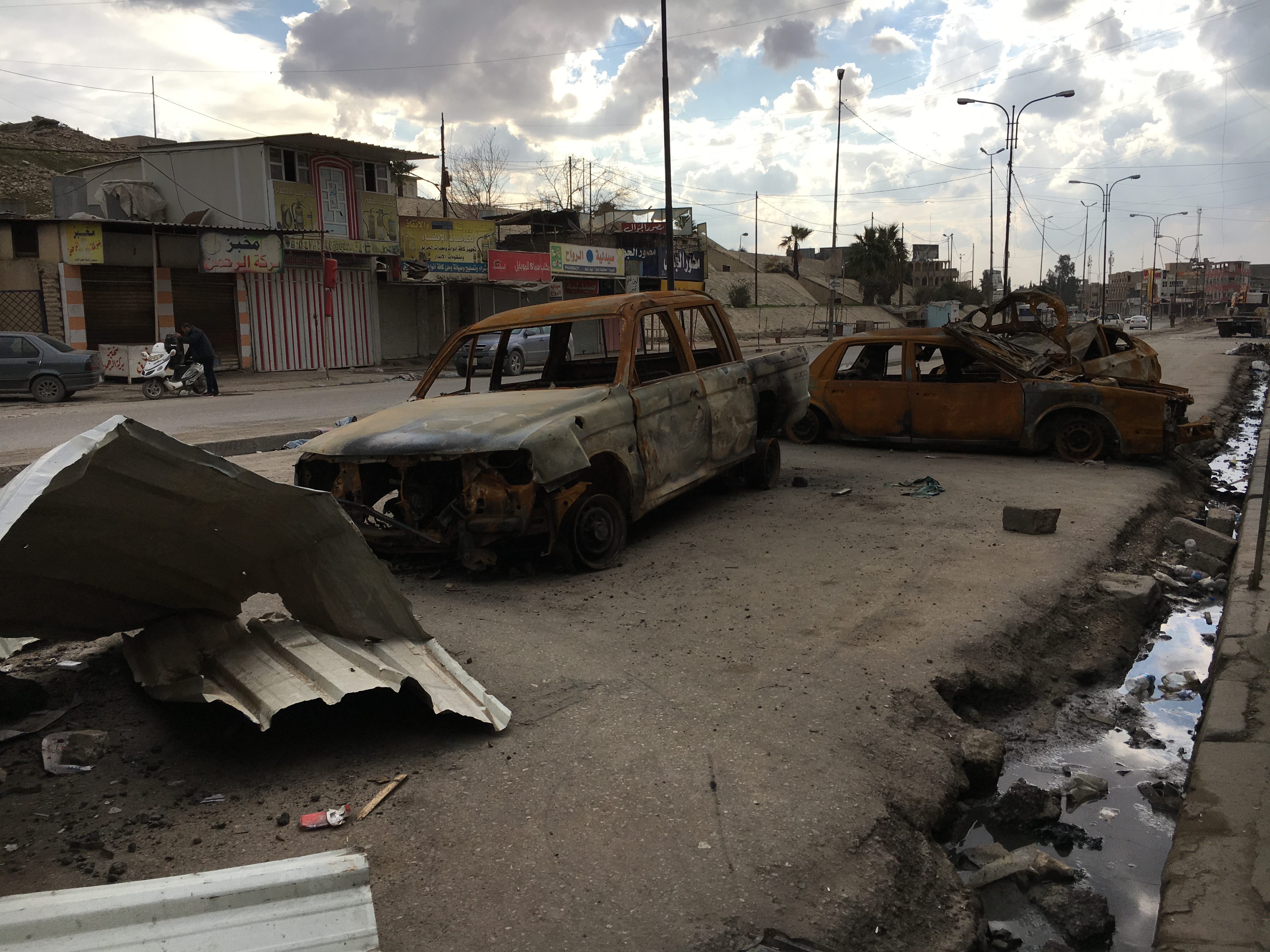
شرق الموصل، شباط/فبراير 2017

في 13 فبراير، شن أكثر من 200 مقاتل من داعش هجومًا على ثلاث قرى إلى الغرب من تلعفر، بالدبابات والسيارات المفخخة، لاستعادة الوصول بين غرب الموصل والرقة. صدت قوات الحشد الشعبي الهجوم، مما أسفر عن مقتل أكثر من 50 مقاتلاً من داعش وتدمير 17 سيارة مفخخة. و صد هجوم آخر على قرية إلى الجنوب من المنطقة، مما أسفر عن مقتل 13 مسلحًا، وفقًا للشرطة الاتحادية. أدت الغارات الجوية التي شنها التحالف ضد داعش إلى مقتل حقي إسماعيل حميد العمري، العضو السابق في تنظيم القاعدة في العراق والذي لعب دورًا قياديًا في شبكات أمن داعش في الموصل.
وذكرت صحيفة إيفنينج ستاندرد أنه في 16 فبراير، نفذت طائرات تايفون التابعة لسلاح الجو الملكي البريطاني غارة جوية باستخدام قنبلتين موجهتين من طراز بيفواي الرابعة استهدفتا ودمرتا مقرًا لتنظيم الدولة الإسلامية في الضواحي الشمالية الغربية للمدينة.

## روابط خارجية
- خريطة تفاعلية لسوريا والعراق توضح الوضع الحالي في الموصل
- خريطة اخبار داعش
- تقرير CNN – 28 ساعة: قيادة هجوم الموصل، تحت النيران، ثم الاحتجاز
- خريطة لجميع أحياء مدينة الموصل المُستعادة - مع ملاحظات الجدول الزمني المرفقة لكل حي، نُشرت على خرائط جوجل